# Andrea Leone Tottola
Andrea Leone Tottola (* nach 1750 in Neapel; † 15. September 1831 ebenda) war ein italienischer Librettist. Er arbeitete u. a. mit Gioachino Rossini, Gaetano Donizetti und Giovanni Pacini zusammen.

## Libretti (Auswahl)
- Una follia
  - Giacomo Cordella (1813)
- Il vascello l’Occidente
  - Michele Carafa (14. Juni 1814)
- La gelosia ossia Mariti aprite gli occhi
  - Michele Carafa (1815)
- L’azzardo fortunato
  - Giacomo Cordella (1815)
- Adelson e Salvini
  - Valentino Fioravanti (1816)
  - Vincenzo Bellini (12.? Februar 1825)
- Gabriella di Vergy
  - Michele Carafa (3. Juli 1816)
  - Gaetano Donizetti (1826)
- Mosè in Egitto
  - Gioachino Rossini (5. März 1818)
- Berenice in Siria
  - Michele Carafa (29. Juli 1818)
- Ermione
  - Gioachino Rossini (29. März 1819)
- La donna del lago
  - Gioachino Rossini (24. September 1819)
- Zelmira
  - Gioachino Rossini (16. Februar 1822)
- La zingara
  - Gaetano Donizetti (1822)
- Alfredo il Grande
  - Gaetano Donizetti (1823)
- Il fortunato inganno
  - Gaetano Donizetti (1823)
- Gli sciti
  - Saverio Mercadante (1823)
- Sansone
  - Francesco Basili (1824)
- Gl’Italici e gl’Indiani
  - Michele Carafa (4. Oktober 1825)
- L’ultimo giorno di Pompei
  - Giovanni Pacini (19. November 1825)
- Il solitario ed Elodia
  - Stefano Pavesi (1826)
- Niobe
  - Giovanni Pacini (19. November 1826)
- Margherita regina d’Inghilterra
  - Giovanni Pacini (19. November 1827)
- Il castello di Kenilworth
  - Gaetano Donizetti (1829)
- Imelda de’ Lambertazzi
  - Gaetano Donizetti (1830)